# Yōko Ogawa
Yōko Ogawa (小川 洋子 Ogawa Yōko?)  Okayama, 30 de marzo de 1962 es una escritora japonesa. Su obra ha ganado la mayoría de los premios literarios más importantes de Japón, entre los que se cuentan el Premio Akutagawa y el Premio Yomiuri. En cuanto a sus premios a nivel internacional, destacan los premios Shirley Jackson y American Book. Por otra parte, su novela La policía de la memoria fue seleccionada en la lista corta del Premio International Booker en 2020.
Algunas de sus obras más reconocidas son La fórmula preferida del profesor, La piscina y Hotel Iris.

## Biografía
Yoko Ogawa nació en Okayama, en la prefectura homónima, y se graduó en la Universidad Waseda. Actualmente vive en Ashiya, Hyogo, con su marido e hijo. Desde 1988 ha publicado obras de ficción y no ficción. Su novela La fórmula preferida del profesor ha sido adaptada al cine. En el año 2006 escribió Una introducción a las matemáticas más elegantes del mundo con Masahiko Fujiwara, un matemático, como un diálogo sobre la extraordinaria belleza de los números.
La película L'Annulaire (El anillo anular), dirigida por Diane Bertrand y protagonizada por Olga Kurylenko, estrenada en Francia en el año 2005, está basada en la obra de Yoko Ogawa, Kusuriyubi no hyōhon (薬指の標本).
El escritor Kenzaburō Ōe ha dicho: «Yoko Ogawa es capaz de dar expresión a los elementos más sutiles de la psicología humana en una prosa sutil pero penetrante». La sutileza reside en parte en el hecho de que los personajes de Ogawa a menudo no parecen saber por qué actúan de la forma en que actúan.
Su estilo se basa en la acumulación de detalles, una técnica quizás más eficaz en sus obras breves; el lento ritmo de desarrollo en las obras más extensas requiere algún tipo de intervención «deus ex machina» para resolver las tramas. Al lector se le presenta una profunda descripción de los protagonistas, en su mayoría, aunque no siempre, mujeres, cómo observan, sienten y razonan, reflejando la sociedad japonesa y especialmente el papel de las mujeres en ella.
El tono de sus obras varía de lo surrealista a lo grotesco y en ocasiones introduce elementos humorísticos, mostrándose psicológicamente ambigua e inquietante. Hotel Iris, una de sus obras más extensa tiene un contenido sexual más explícito que el resto de su obra.

## Premios
- 1988 Premio Literario Kaien por su obra debut Desintegración de la mariposa (Agehacho ga kowareru toki, 揚羽蝶が壊れる時)
- 1990 Premio Akutagawa por El embarazo de mi hermana (Ninshin karendaa, 妊娠 カレンダー)
- 2004 Premio Yomiuri por La fórmula preferida del profesor (Hakase no aishita sushiki, 博士の愛した数式)
- 2004 Premio Izumi Kyōka (Burafuman no maisō, ブラフマンの埋葬)
- 2006 Premio Tanizaki por La niña que iba en hipopótamo a la escuela (Mīna no kōshin, ミーナの行進)
- 2008 Premio Shirley Jackson por The Diving Pool.[5]
- 2014 Independent Foreign Fiction Prize por Revenge: Eleven Dark Tales[6]
- 2021 Medalla de Honor con listón púrpura otorgada por el Emperador de Japón.

## Obras
Desde los ochentas A continuación una lista parcial de sus trabajos en japonés:
- Kanpeki na byōshitsu (完璧な病室) (1989)
- Agehachō ga kowareru toki (揚羽蝶が壊れる時) (1989) Premio Literario Kaien
- Same nai kōcha (冷めない紅茶) (1990)
- Daibingu pūru (ダイヴィング・プール) (1990) (Trad. al español como La piscina)
- Ninshin karendā (妊娠カレンダー) (1991) (Trad. al español como El embarazo de mi hermana) Premio Akutagawa
- Shugā taimu (シュガータイム) (1991)
- Domitorii (ドミトリイ) (1991) (Trad. al español como La residencia de estudiantes)
- Yohaku no ai (余白の愛) (1992) (Trad. al español como Amores al margen)
- Angelina sano motoharu to 10 no tanpen (アンジェリーナ―佐野元春と10の短編) (1993)
- Yōsei ga mai oriru yoru (妖精が舞い下りる夜) (1993)
- Hisoyaka na kesshō (密やかな結晶) (1994) (Trad. al español como La policía de la memoria)
- Kusuriyubi no hyōhon, (薬指の標本) (1994)
- Rokukakukei no shō heya, (六角形の小部屋) (1994)
- Anne Furanku no kioku, (アンネ・フランクの記憶) (1995)
- Shishū suru shōjo (刺繍する少女) (1996)
- Yasashī uttae (やさしい訴え) (1996) (Trad. al español como Los tiernos lamentos)
- Hoteru Airisu (ホテル・アイリス) (1996) (Trad. al español como Hotel Iris)
- Kōritsui ta kaori (凍りついた香り) (1998)
- Kamoku na shigai, midara na tomurai (寡黙な死骸みだらな弔い) (1998) (Trad. al español como Venganza)
- Kōritsuita kaori (凍りついた香り) (1998) (Trad. al español como Perfume de hielo)
- Fukaki kokoro no soko yori (深き心の底より) (1999)
- Gūzen no shukufuku (偶然の祝福) (2000)
- Chinmoku hakubutsukan (沈黙博物館) (2000) (Trad. al español como El museo del silencio)
- Mabuta (まぶた) (2001)
- Kifujin A no sosei (貴婦人Aの蘇生) (2002)
- Hakase no ai shita sūshiki (博士の愛した数式) (2003) (Trad. al español como La fórmula preferida del profesor) Premio Yomiuri
- Burafuman no maisō (ブラフマンの埋葬) (2004) Premio Izumi Kyōka
- Yo ni mo utsukushī sūgaku nyūmon (世にも美しい数学入門) (2005) (Trad. al español como Introducción a la belleza de las matemáticas)
- Inu no shippo o nade nagara (犬のしっぽを撫でながら) (2006)
- Otogibanashi no wasuremono (おとぎ話の忘れ物) (2006) (ilustrado)
- Mīna no kōshin (ミーナの行進) (2006) (Trad. al español como La niña que iba en hipopótamo a la escuela) Premio Tanizaki
- Umi (海) (2006)
- Ogawa Yōko taiwa shū (小川洋子 対話集) (2007)
- Monogatari no yakuwari (物語の役割) (2007)
- Neko o daite zō to oyogu (猫を抱いて像と泳ぐ) (2009) (Trad. al español como Bailando con elefante y gato)
- Hitojichi no rōdoku-kai (人質の朗読会) (2011) (Trad. al español como Lectura de los rehenes)
- Kotori (ことり) (2012) (Trad. al español como El Señor de los Pájaros)
- Kohaku no matataki (琥珀のまたたき) (2015) (Trad. al español como Destellos de ámbar)

## Traducciones al español
La obra de Ogawa ha recibido mucha atención y aceptación en el mundo hispanohablante. Con un total de 17 libros disponibles en español es, junto con autores como Haruki Murakami, Hiromi Kawakami y Banana Yoshimoto, una de las escritoras más ampliamente traducidas del japonés al español. A continuación una lista completa de sus libros disponibles en español:
- Hotel Iris (Ediciones B, 2002) (Traducción del japonés por Jordi Mas)
- El embarazo de mi hermana (Funambulista, 2006) (Traducción del japonés por Yoshiko Sugiyama)
- La fórmula preferida del profesor (Funambulista, 2008) (Traducción del japonés por Yoshiko Sugiyama y Héctor Jiménez Ferrer)
- Perfume de hielo (Funambulista, 2009) (Traducción del japonés por Yoshiko Sugiyama y Héctor Jiménez Ferrer)
- La niña que iba en hipopótamo a la escuela (Funambulista, 2011) (Traducción del japonés por Yoshiko Sugiyama)
- La residencia de estudiantes  (Funambulista, 2011) (Traducción del japonés por Héctor Jiménez Ferrer)
- La piscina  (Funambulista, 2012) (Traducción del japonés por Héctor Jiménez Ferrer)
- Amores al margen  (Funambulista, 2013) (Traducción del japonés por Yoshiko Sugiyama)
- Los tiernos lamentos (Funambulista, 2013) (Traducción del japonés por Yoshiko Sugiyama y Sergio Torremocha)
- El Museo del silencio (Funambulista, 2014) (Traducción del japonés por Yoshiko Sugiyama y Sergio Torremocha)
- Bailando con elefante y gato (Funambulista, 2015) (Traducción del japonés por Juan Francisco González Sánchez)
- Lecturas de los rehenes (Funambulista, 2016) (Traducción del japonés por Juan Francisco González Sánchez)
- Hotel Iris (Funambulista, 2017) (Traducción del japonés por Juan Francisco González Sánchez)
- Introducción a la belleza de las matemáticas (Funambulista, 2017) (Traducción del japonés por Juan Francisco González Sánchez)
- El Señor de los Pájaros (Funambulista, 2019) (Traducción del japonés por Juan Francisco González Sánchez)
- Destellos de ámbar (Funambulista, 2020) (Traducción del japonés por Juan Francisco González Sánchez)
- La Policía de la Memoria (Tusquets, 2021) (Traducción del japonés por Juan Francisco González Sánchez)
- La fórmula preferida del profesor (Tusquets, 2022) (Traducción del japonés por Juan Francisco González Sánchez)
- Venganza (Tusquets, 2023) (Traducción del japonés por Juan Francisco González Sánchez)

## Obras traducidas al inglés
- The Man Who Sold Braces (Gibusu o uru hito, ギブスを売る人, 1998); translated by Shibata Motoyuki, Manoa, 13.1, 2001.
- The Cafeteria in the Evening and a Pool in the Rain (Yūgure no kyūshoku shitsu to ame no pūru, 夕暮れの給食室と雨のプール, 1991); translated by Stephen Snyder, The New Yorker, 9/2004. read
- Pregnancy Diary (Ninshin karendā, 妊娠カレンダー, 1991); translated by Stephen Snyder, The New Yorker, 12/2005. read
- The Gift of Numbers (Hakase no aishita sūshiki, 博士の愛した数式, 2003); translated by Yosei Sugawara, New York : Picador, 2006. ISBN 0-312-42597-X - Not currently available on amazon.com, and not really clear whether it was ever published at all; however, recently resurfaced in a different translation (see below).
- The Diving Pool: Three Novellas (Daibingu pūru, ダイヴィング・プール, 1990; Ninshin karendā, 妊娠カレンダー, 1991; Domitory, ドミトリイ, 1991); translated by Stephen Snyder, New York: Picador, 2008. ISBN 0-312-42683-6
- The Housekeeper and the Professor (Hakase no aishi ta sūshiki, 博士の愛した数式, 2003); translated by Stephen Snyder, New York : Picador, 2008. ISBN 0-312-42780-8 (years ago announced as "The Gift of Numbers" in a different translation)
- Transit (Toranjitto, トランジット, 1996); translated by Alisa Freedman, Japanese Art: The Scholarship and Legacy of Chino Kaori, special issue of Review of Japanese Culture and Society, vol. XV (Center for Inter-Cultural Studies and Education, Josai University, December 2003): 114-125. ISSN 0913-4700